# ميلا دالبيسيو
ميلا دالبيسيو (من مواليد 26 يونيو 1987 ، في هاريسبورغ ، بنسلفانيا) عارضة أزياء وكاتبة أمريكية وحاملة لقب مكة جمال مراهقات سابقة. توجت باللقب ملكة جمال ويسكونسن في الولايات المتحدة الأمريكية في عام 2004 ، من خلال المسابقة تم اكتشافها من قبل جيف وماري كلارك ، الذين مكنوها من دخول في عارضة الأزياء.

## الروابط الخارجية
- ميلا دالبيسيو على موقع IMDb (الإنجليزية)

- الموقع الرسمي
- ميلا دالبيسيو في قاعدة بيانات الأفلام على الإنترنت